# シャトー＝ゴンティエ
シャトー＝ゴンティエ （Château-Gontier）は、フランス、ペイ・ド・ラ・ロワール地域圏、マイエンヌ県の旧コミューン。

## 地理
オー・タンジュー地方のコミューンで、マイエンヌ川が流れる。マイエンヌ県南部のマイエンヌ・アンジュヴァン地方に属する。ラヴァルの南約30km、アンジュの北40kmにある。

## 歴史

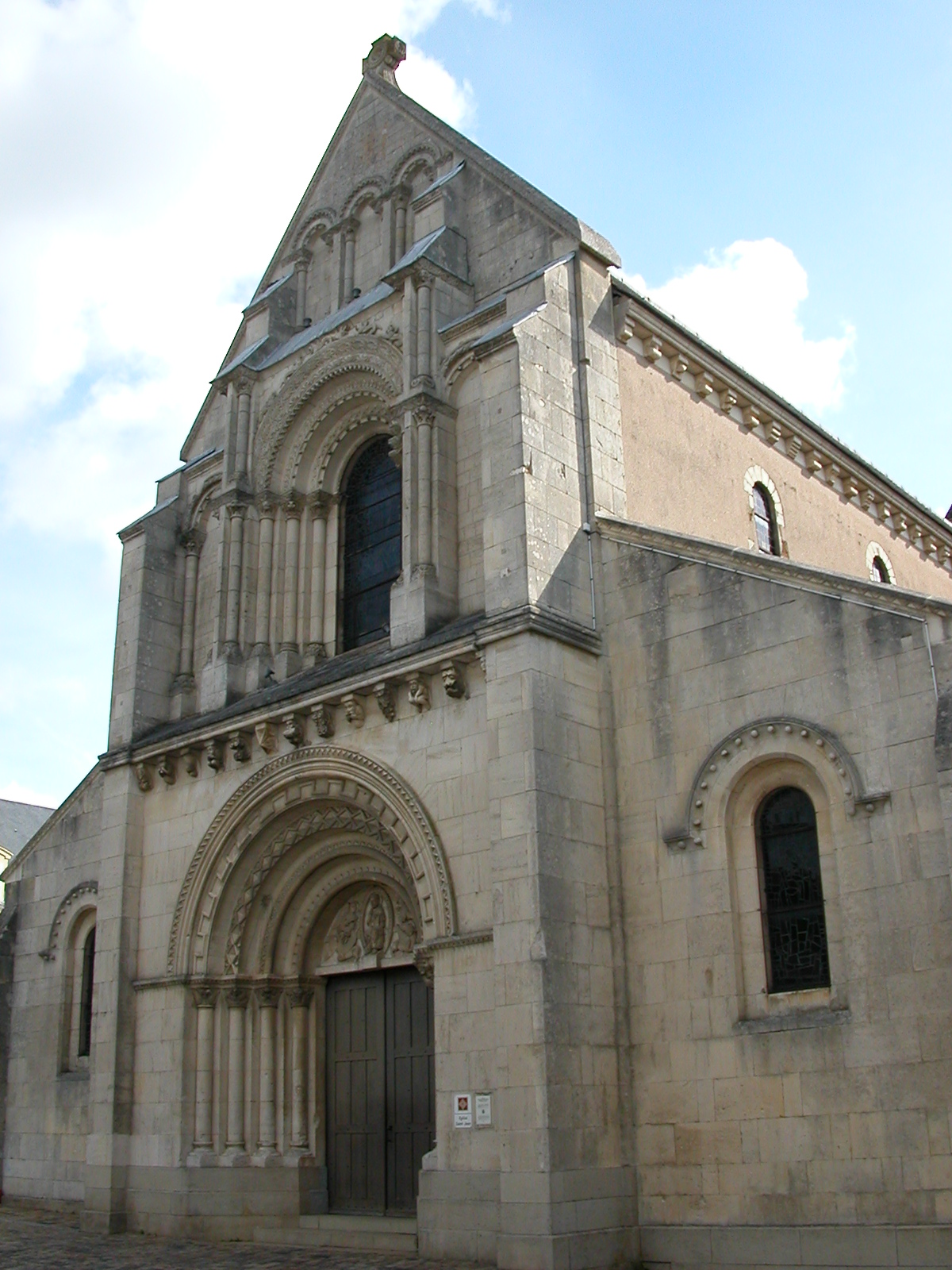
サン＝ジャン＝バティスト教会

1789年時点でのアンジューの代官区の図

アンジュー伯フルク3世は、ベネディクト会派のアンジェのサントーバン修道院にバズージュの土地を与えた。彼らはサン＝ジャン＝バティスト小修道院を創設した。ブルターニュ公国との国境を強化したいフルク3世は、城を建てることにした。1007年、彼は家臣ゴンティエに城を委託した。
その後、シャトー＝ゴンティエはルノー家が世襲する男爵領となった。シャトー＝ゴンティエ男爵領は歴史的に興味深い意味を持っていた。メーヌとアンジューの北の境界が確定していなかったからである。住民の権威とアンジュー伯の封土は、11世紀より前にル・マン領の右側から侵入され征服された。しかし既に小教区が確定していた。
1343年、フィリップ6世の命令によって塩は、塩税により国が独占していた。アンジューは高い塩税をとる州の1つで、シャトー＝ゴンティエを含む16箇所のグルニエ・ア・セル（fr、塩税を徴税し塩を保管する場所）があった。
1368年、イングランド軍がシャトー＝ゴンティエの城を部分的に解体した。
1577年にペイ・デレクションが置かれ、1595年には王家の代官が置かれた。まちはカトリック同盟のアンジューにおける中心となり、プロテスタント教会を設置する権利を得た。まちにはいくつかのキリスト教組織があった。
1628年、ラ・ロシェルからパリに戻る途中のリシュリュー枢機卿がシャトー＝ゴンティエを通過した。彼は城の遺構の破壊を命じた。
1639年、シャトー＝ゴンティエの第2代官区は刑法および民法のさまざまな司法裁判権を管轄するプレシディアル（fr、司法裁判所）または宮廷が設置される場所となった。
1692年、シャトー＝ゴンティエの役場が勅令公布の場所になった。憲兵、警察、フランス元帥裁判所（fr）、検察官、裁判所書紀、警吏らが影響を受けた。
1789年11月11日、憲法制定国民議会はフランス旧州選出代議員の相談に応じ、324平方マイルの新たな県を創設することとなった。会議は、アンジェの代官の1人ショワズール＝プララン公爵邸で一度だけ開催された。トゥールのジェネラリテ（fr、フランス王国の税行政を担当した）を構成する3県（アンジュー、メーヌ、トゥーレーヌ）の代表のうちおよそ30人がポワトゥー領土を譲ること、トゥール、アンジェ、ル・マンといった歴史あるまちの周囲を4つの県に分割すること、ラヴァルのまちの周囲をメーヌとアンジュー（シャトー＝ゴンティエ代官区含む）に復帰させることを計画した。
1790年、シャトー＝ゴンティエを含むオー・タンジュー地方はアンジューの他の部分から切り離され、メーヌの一部とともにマイエンヌ県に編入された。オー・タンジュー地方の一部がマイエンヌ・アンジュヴァン（マイエンヌにあるアンジュー）と呼ばれるのはこのためである。
2019年1月1日、周辺の2コミューンと合併し、コミューン・ヌーヴェル（fr。地方自治体改革の2010年12月16日施行の2010-1563法第21条による、合併によって新設されたコミューン）であるシャトー＝ゴンティエ＝シュル＝マイエンヌとなった。

## 人口統計
| 1962年 | 1968年 | 1975年 | 1982年 | 1990年 | 1999年 | 2006年 |
| ------ | ------ | ------ | ------ | ------ | ------ | ------ |
| 8 397  | 9 346  | 10 438 | 10 802 | 11 090 | 11 137 | 11 025 |

sources= EHESS et Insee

## 姉妹都市
シャトー＝ゴンティエは以下の都市と姉妹都市関係を結んでいる。
- ムルハルト、ドイツ
- フルーム、イギリス
- ラブカ・ズドルイ、ポーランド

## 出身者
- オリヴィエ・ペリエ
- フランソワ・ペルヴィス